# Kajlenej
De Kajlenej (Russisch: Кайленэй) is een kleine schildvulkaan net ten oosten van de centrale rug van het noordelijk Centraal Gebergte in het zuidelijke deel van het voormalige autonome district Korjakië in het centrale deel van het Russische schiereiland Kamtsjatka. De basaltische vulkaan stamt uit het late Kwartair en bevindt zich ten noordoosten van de schildvulkaan Oeka. Vanaf de top loopt een sliert van sintelkegels naar het westen.